# Halvor Steenerson

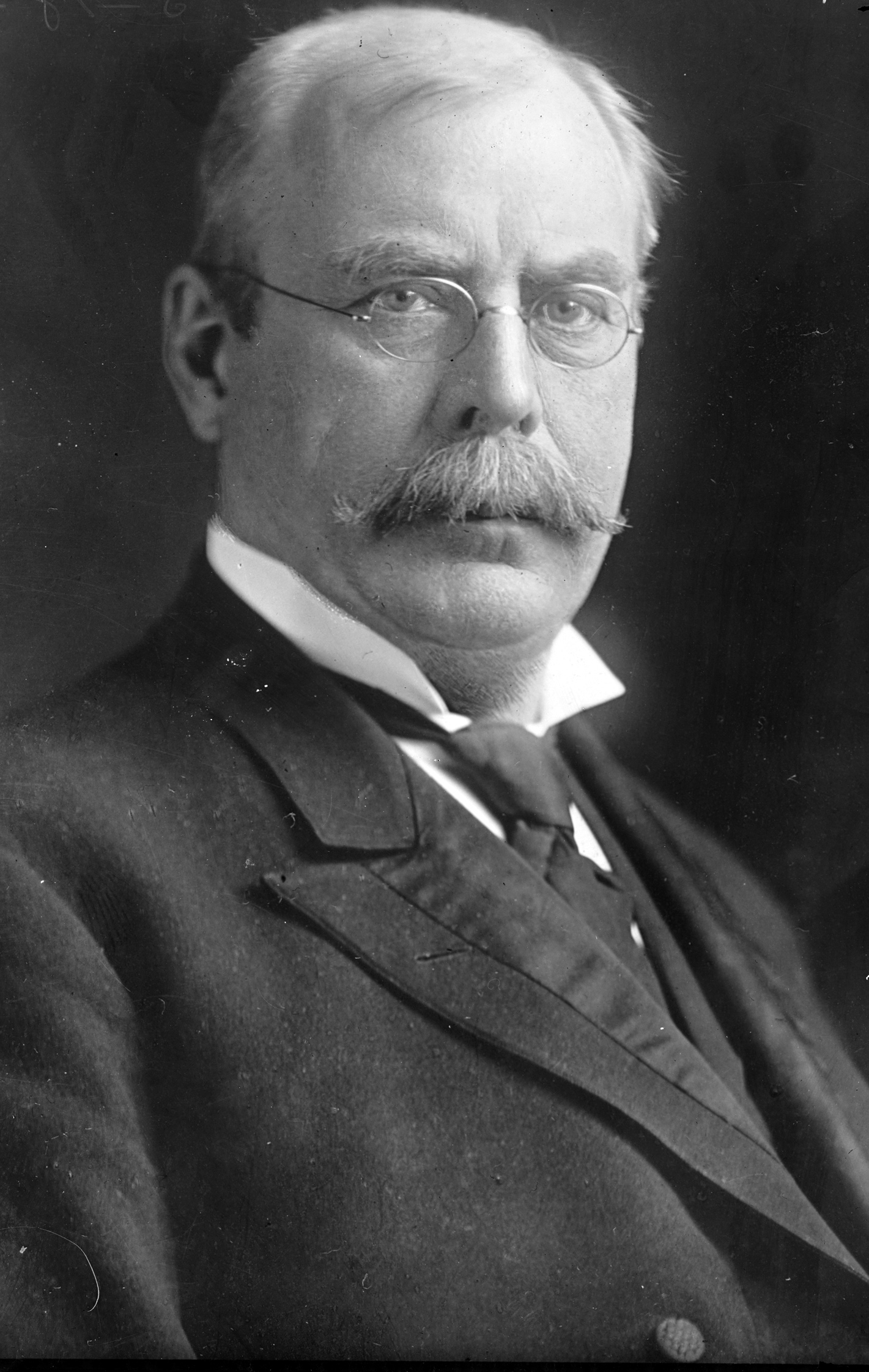
Halvor Steenerson

Halvor Steenerson (* 30. Juni 1852 bei Madison, Wisconsin; † 22. November 1926 in Crookston, Minnesota) war ein US-amerikanischer Politiker. Zwischen 1903 und 1923 vertrat er den Bundesstaat Minnesota im US-Repräsentantenhaus.

## Werdegang
Bereits im Jahr 1853 zog Steenerson mit seinen Eltern nach Sheldon im Houston County in Minnesota. Dort besuchte er die öffentlichen Schulen und anschließend die High School in Rushford. Nach einem anschließenden Jurastudium am Union College of Law in Chicago und seiner im Jahr 1878 erfolgten Zulassung als Rechtsanwalt begann er in Lanesboro in seinem neuen Beruf zu arbeiten. Im Jahr 1880 zog Steenerson nach Crookston. Zwischen 1881 und 1883 war er Bezirksstaatsanwalt im Polk County. Außerdem wurde er juristischer Vertreter der Gemeinde Crookston.
Steenerson war Mitglied der Republikanischen Partei. Zwischen 1883 und 1887 gehörte er dem Senat von Minnesota an. In den Jahren 1884 und 1888 war er Delegierter zu den Republican National Conventions. Bei den Kongresswahlen des Jahres 1902 wurde Steenerson im neugeschaffenen neunten Wahlbezirk von Minnesota in das US-Repräsentantenhaus in Washington, D.C. gewählt, wo er am 4. März 1903 sein neues Mandat antrat. Nach neun Wiederwahlen konnte er bis zum 3. März 1923 zehn zusammenhängende Legislaturperioden im Kongress absolvieren. In diese Zeit fiel der Erste Weltkrieg. Außerdem wurden der 16., der 17., der 18. und der 19. Verfassungszusatz verabschiedet. Von 1907 bis 1911 war Steenerson Vorsitzender des Committee on Militia. Außerdem war er von 1919 bis 1923 Mitglied im Postausschuss.
Bei den Wahlen des Jahres 1922 verlor Steenerson gegen Knud Wefald von der Farmer-Labor Party. Nach seiner Zeit im US-Repräsentantenhaus wurde er Vizepräsident der amerikanischen Sektion der Interparlamentarischen Union. Ansonsten arbeitete er wieder als Anwalt in Crookston. Dort ist er im November 1926 auch verstorben.